# Bouvaincourt-sur-Bresle
Bouvaincourt-sur-Bresle è un comune francese di 816 abitanti situato nel dipartimento della Somme nella regione dell'Alta Francia.

## Storia

### Simboli

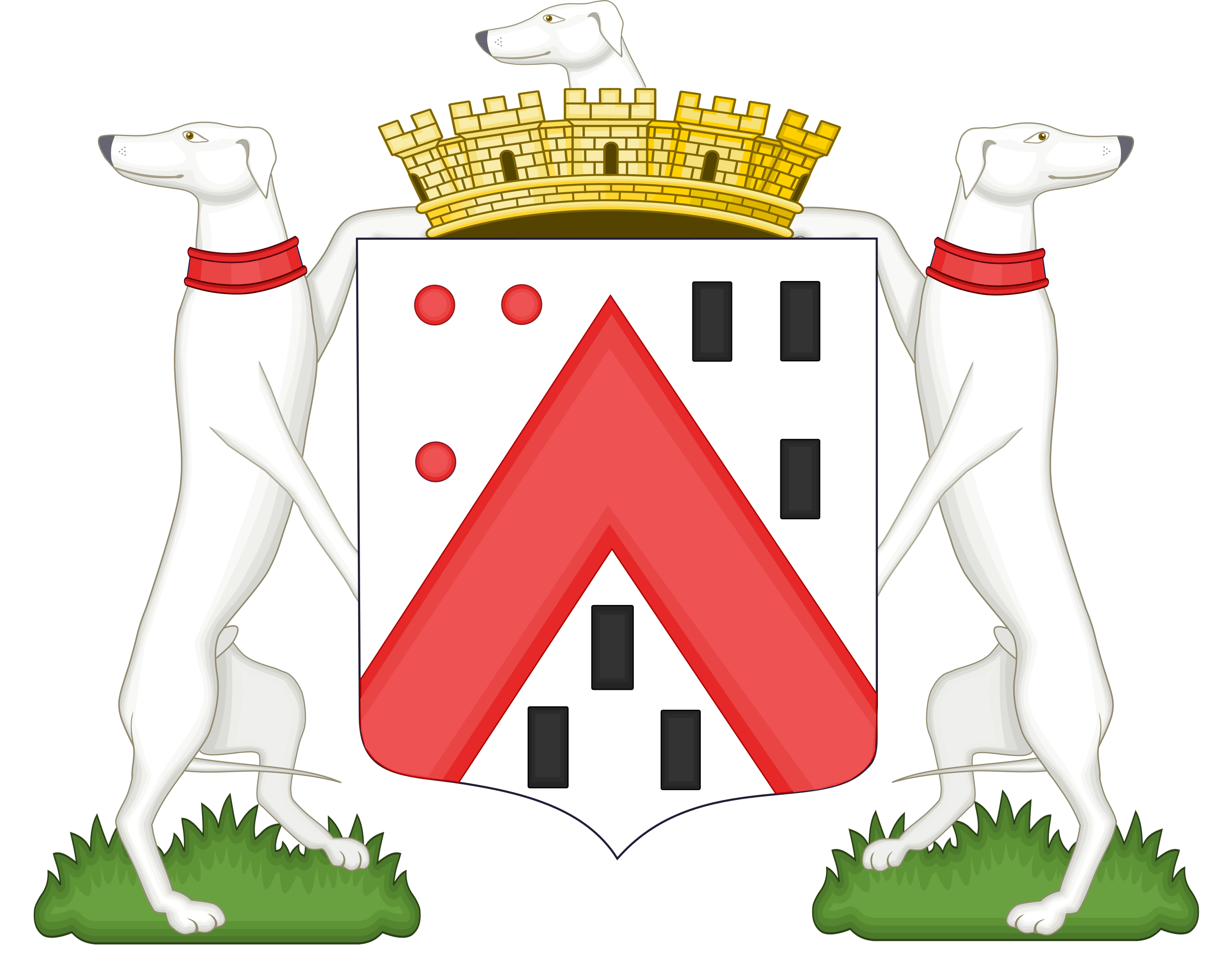
Stemma del comune

Il comune ha ripreso l'arma della famiglia De Friaucourt (o De Frieucourt) che possedette la signoria di Friaucourt nel Vimeu fino all'inizio del XVI secolo. Le torte e i biglietti seguono la forma dello scaglione: nella parte superiore sono ordinati in orlo, quelli in punta male ordinati.

## Società

### Evoluzione demografica
Abitanti censiti